# لوشکان
لوشکان، روستایی از توابع بخش اسفرورین شهرستان تاکستان در استان قزوین ایران است.

## جمعیت
این روستا در دهستان اک قرار دارد و براساس سرشماری مرکز آمار ایران در سال۱۳۹۵، جمعیت آن ۳۰۲۸ نفر بوده است. روستای لوشکان یکی از بزرگ‌ترین روستاهای استان قزوین است که شغل عمده اهالی آن کشاورزی و آزاد است و عده زیادی از مردم آن به شهرهای دیگر نظیر قزوین ،تاکستان، تهران و کرج مهاجرت کرده‌اند. اهالی این روستا به زبان ترکی آذربایجانیسخن می‌گویند. طبق آمارنامه کشاورزی جهادکشاورزی شهرستان تاکستان، جمعیت لوشکان ۸٬۷۸۶ نفر در قالب حدوو ۲٬۲۶۵ خانوار بوده است، که از این جهت جزء پنج روستای پرجمعیت استان قزوین است.